# El Espinal, San Martín Peras
El Espinal är en ort i Mexiko.   Den ligger i kommunen San Martín Peras och delstaten Oaxaca, i den sydöstra delen av landet, 250 km söder om huvudstaden Mexico City. El Espinal ligger 2 370 meter över havet och antalet invånare är 185.
Terrängen runt El Espinal är kuperad. Runt El Espinal är det ganska glesbefolkat, med 30 invånare per kvadratkilometer. Närmaste större samhälle är Santos Reyes Zochiquilazola, 10,9 km söder om El Espinal. I omgivningarna runt El Espinal växer huvudsakligen savannskog.